# Mettiamoci all'opera
Mettiamoci all'opera è stato un talent show di musica lirica trasmesso in prima serata su Rai 1, al quale partecipavano otto giovani per vincere il premio finale della trasmissione. Ai due vincitori dello show veniva offerto come premio un contratto di lavoro, della durata di un anno, dalla Fondazione Pavarotti. Dopo tre anni di conduzione di Fabrizio Frizzi, nell'edizione 2011/12 il timone dello show è passato nelle mani di Pupo e Nina Seničar. Il direttore d'orchestra era il maestro Nicola Colabianchi autore anche della sigla utilizzata nell'edizione 2011. Alle varie edizioni della trasmissione hanno partecipato come ospiti Gabriele Cirilli, Greg e Lillo, Francesco Salvi e Mario Biondi.

## La giuria
Come ogni Talent show anche Mettiamoci all'opera aveva una sua giuria. Essa è stata composta, nelle varie edizioni, da diverse personalità tra cui: Katia Ricciarelli, Fabio Armiliato, Enrico Stinchelli, Orietta Berti, Enzo Miccio, Chiara Taigi ed Enzo Decaro.

### Prima edizione
| Puntata | Data          | Telespettatori | Share  |
| ------- | ------------- | -------------- | ------ |
| 1       | 5 agosto 2009 | 3.145.000      | 18,51% |

### Seconda edizione
| Puntata | Data             | Telespettatori | Share  |
| ------- | ---------------- | -------------- | ------ |
| 1       | 26 dicembre 2009 | 3.504.000      | 18,54% |
| 2       | 2 gennaio 2010   | 4.026.000      | 21,00% |

### Terza edizione
| Puntata | Data           | Telespettatori | Share  |
| ------- | -------------- | -------------- | ------ |
| 1       | 17 giugno 2011 | 2.520.000      | 11,35% |

### Quarta edizione
| Puntata | Data             | Telespettatori | Share  |
| ------- | ---------------- | -------------- | ------ |
| 1       | 28 dicembre 2011 | 3.487.000      | 14,27% |
| 2       | 4 gennaio 2012   | 3.069.000      | 12,16% |